# Hammaptera vanonaria
Hammaptera vanonaria là một loài bướm đêm trong họ Geometridae.